# DaGenius
 (mai 2021).
DaGenius de son vrai nom Abdou Kamal-Dine Gamil, est un poète slameur, peintre et dessinateur comorien, né le 12 novembre 1984 à Moroni aux Comores.

## Biographie

### Jeunesse et formation
Il est né le 12 novembre 1984 à Moroni[réf. nécessaire].

### Carrière
Il est propulsé sur le devant de la scène en 2006, année de sa première scène libre de slam.
Fin 2007, il fonde avec des amis le collectif « Slameurs de la lune ».
En 2015, il cofonde l'association Sakara, pour la promotion des arts et de la culture aux Comores.
En février 2017, l'association Sakara édite la première édition du magazine Sakmag.
En 2018, aux côtés de ses compatriotes musiciens Fahad Bastos et Baco, il représente les Comores à la première édition du Marché des Arts et du Spectacle d’Abidjan. En novembre de la même année, il participe à la Coupe d’Afrique de Slam Poésie à N’Djamena.
En 2019 il sort son premier album intitulé Msafara, Voyage poétique.
En 2020, il réalise une série de portraits numériques et participe aussi au cinquantième anniversaire de la Francophonie.
En 2021, il réalise son exposition Magnile.

## Expositions
- 2015 : Msuko koiffe
- 2016 : Pohori
- 2018 : M.A.P.I
- 2021 : Magnile

## Spectacles
- 2015 : Bangazo slam
- 2017 : Slam musical
- 2018 : Slam des 5 continents
- 2019 : Msafara Voyage poétique
- 2021 : N'ganda de l'amour
- 2021 : Msafara Voyage poétique en tournée

## Distinction
Ambassadeur des Comores pour la Coupe d'Afrique de Slam Poésie (CASP)

## Album
- 2019 : Msafara Voyage poétique